# Élections régionales de 2021 dans les Hauts-de-France
Pour un article plus général, voir Élections régionales françaises de 2021.
Les élections régionales de 2021 dans les Hauts-de-France ont lieu les 20 et 27 juin 2021 afin de renouveler les membres du conseil régional de la région française des Hauts-de-France.

## Contexte régional

### Conseil régional sortant
|                                             |       |       |      |                                |
| Président du Conseil régional               |       |       |      |                                |
| Xavier Bertrand (DVD)                       |       |       |      |                                |
| Parti                                       | Sigle | Sigle | Élus | Groupe                         |
| Majorité (115 sièges)                       |       |       |      |                                |
| Les Républicains                            |       | LR    | 50   | Les Républicains et apparentés |
| Divers droite                               |       | DVD   | 16   | Les Républicains et apparentés |
| Le Mouvement de la ruralité et apparentés   |       | LMR   | 6    | Les Républicains et apparentés |
| Agir                                        |       | Agir  | 2    | Les Républicains et apparentés |
| Union des démocrates et indépendants        |       | UDI   | 30   | UDI - Union centriste          |
| Mouvement démocrate et apparentés           |       | MoDem | 8    | UDI - Union centriste          |
| Mouvement radical                           |       | MR    | 1    | UDI - Union centriste          |
| Les Centristes                              |       | LC    | 1    | UDI - Union centriste          |
| Divers droite                               |       | DVD   | 1    | UDI - Union centriste          |
| Opposition (52 sièges)                      |       |       |      |                                |
| Rassemblement national                      |       | RN    | 40   | Rassemblement national         |
| Les Patriotes                               |       | LP    | 5    | Les Indépendants               |
| Debout la France et apparentés              |       | DLF   | 5    | Les Indépendants               |
| Centre national des indépendants et paysans |       | CNIP  | 1    | Les Indépendants               |
| Divers extrême droite                       |       | EXD   | 1    | Les Indépendants               |
| Divers (3 sièges)                           |       |       |      |                                |
| Les Républicains                            |       | LR    | 1    | Non-inscrits                   |
| Mouvement radical                           |       | MR    | 1    | Non-inscrits                   |
| Divers extrême droite                       |       | EXD   | 1    | Non-inscrits                   |

## Système électoral

L’hôtel de région à Lille.

Le Conseil régional des Hauts-de-France est doté de 170 sièges pourvus pour six ans selon un système mixte à finalité majoritaire. Il est fait recours au scrutin proportionnel plurinominal mais celui-ci est combiné à une prime majoritaire de 25 % des sièges attribuée à la liste arrivée en tête, si besoin en deux tours de scrutin. Les électeurs votent pour une liste fermée de candidats, sans panachage ni vote préférentiel. Les listes doivent respecter la parité en comportant alternativement un candidat homme et une candidate femme.
Au premier tour, la liste ayant obtenu la majorité absolue des suffrages exprimés remporte la prime majoritaire, et les sièges restants sont répartis à la proportionnelle selon la règle de la plus forte moyenne entre toutes les listes ayant franchi le seuil électoral de 5 % des suffrages exprimés, y compris la liste arrivée en tête. 
Si aucune liste n'a recueilli la majorité absolue, un second tour est organisé entre toutes les listes ayant obtenu au moins 10 % des suffrages exprimés au premier tour. Les listes ayant obtenu au moins 5 % peuvent néanmoins fusionner avec les listes pouvant se maintenir. La répartition des sièges se fait selon les mêmes règles qu'au premier tour, la seule différence étant que la prime majoritaire est attribuée à la liste arrivée en tête, qu'elle ait obtenu ou non la majorité absolue.
Une fois les nombres de sièges attribués à chaque liste au niveau régional, ceux-ci sont répartis entre les sections départementales, au prorata des voix obtenues par la liste dans chaque département.

## Campagne

### Union de la gauche et des écologistes(EÉLV - PS - LFI - PCF - G·s - PP - GÉ)
Le 9 septembre 2020, un collectif d'élus PS, EÉLV, PCF, G.s et quelques LFI ont appelé à une union de la gauche et des écologistes dès le premier tour, dans une tribune intitulée « Nous les Hauts-de-France » publiée dans le journal Libération.
Fabien Roussel, secrétaire national du PCF et député de la 20e circonscription du Nord, et Cathy Apourceau-Poly, sénatrice du Pas-de-Calais, ont été désignés chefs de file des communistes le 26 septembre 2020 avec pour mission la création d'une « liste de large rassemblement des forces et des citoyens de gauche et écologistes ».
En octobre 2020, l'eurodéputée Karima Delli est préférée à son collègue Damien Carême pour être cheffe de file des écologistes.
Désigné chef de file des socialistes lui aussi en octobre 2020, le sénateur du Nord et ancien ministre Patrick Kanner confirme sa candidature avec le souhait de mener une liste d'union de la gauche et des écologistes.
En février 2021, Karima Delli, candidate EÉLV aux régionales, exprime son souhait d'une alliance à gauche.  Place publique apporte alors son soutien à sa candidature.
Ugo Bernalicis, député de la 2e circonscription du Nord, annonce sa candidature le 25 septembre 2020 et tend la main à EÉLV et au PCF pour former une liste de rassemblement derrière lui, mais exclut le PS car, déclare-t-il, « il faut une rupture avec la politique d'Emmanuel Macron ainsi qu'avec le quinquennat précédent ». Le 30 novembre 2020, La France insoumise désigne Ugo Bernalicis et Evelyne Becker, conseillère municipale d'Amiens, comme binôme pour mener la liste du parti de Jean-Luc Mélenchon, un accord d'alliance est trouvé avec Europe Écologie Les Verts. Le 2 mars 2021. Cet accord est annoncé par La France insoumise par un communiqué de presse, qui appelle Fabien Roussel et le Parti communiste français à revenir dans les négociations pour former une liste de rassemblement à gauche. Le même jour, le parti Génération écologie apporte son soutien à la liste menée par Karima Delli.
Le 11 mars 2021, EÉLV, le PS, LFI et le PCF annoncent avoir scellé un accord pour construire une liste commune avec comme tête de liste Karima Delli.

### La République en marche (LREM)
Après le refus de Barbara Pompili, amiénoise et ministre de la Transition écologique, deux personnalités LREM ont exprimé leur souhait de mener la liste de la majorité présidentielle : Christophe Di Pompeo, député de la 3e circonscription du Nord, et Laurent Pietraszewski, secrétaire d'État chargé des Retraites et de la Santé au travail. Ce dernier est désigné pour mener la liste du parti présidentiel.

### Parti des citoyens européens (PACE) - Volt Europa - Nous Citoyens (NC) - Allons enfants (AE)
Audric Alexandre, tête de liste aux élections européennes de 2019 pour PACE, mène une liste rassemblant quatre partis : le Parti des citoyens européens (PACE), Volt Europa, Nous Citoyens (NC) et Allons enfants (AE)

### Xavier Bertrand - Les Républicains (SE)
Xavier Bertrand, président sortant (qui a quitté LR en 2017), a annoncé le 8 août 2020 être candidat à sa succession. Il exprime son souhait de vouloir se présenter à l'élection présidentielle de 2022 en mettant comme condition sa réélection à la tête de la région et refusant de participer à une primaire de droite.
Le parti Les Républicains a désigné Daniel Fasquelle (maire du Touquet), Sébastien Huyghe (député de la 5e circonscription du Nord) et Julien Dive (député de la 2e circonscription de l'Aisne) comme chefs de file LR pour mener les discussions avec Xavier Bertrand.
À la suite des inondations qui ont notamment touché la région Hauts-de-France, Xavier Bertrand annonce la suspension de sa campagne le 22 juin 2021.

### Debout la France (DLF)
Au départ, le parti de Nicolas Dupont-Aignan investit Philippe Torre (maire de Berlancourt) comme tête de liste dans les Hauts-de-France en juin 2020. Cependant, celui-ci quitte entre-temps le parti pour le CNIP et se rapproche du Rassemblement national, à l'instar de plusieurs cadres menés par Jean-Philippe Tanguy au sein du collectif souverainiste « Demain la France ».
José Évrard, député de la 3e circonscription du Pas-de-Calais, qui a rejoint DLF en fin d'année 2020, est désigné tête de liste en remplacement de Philippe Torre.

### Rassemblement national (RN)
Candidate malheureuse en 2015, Marine Le Pen souhaite cette fois se concentrer sur l'élection présidentielle de 2022 et donc ne pas mener la liste du Rassemblement national dans les Hauts-de-France. 
Sébastien Chenu, député de la 19e circonscription du Nord et conseiller régional sortant, annonce vouloir être tête de liste du RN en septembre 2020. Il est investi le 26 janvier 2021.
Selon Médiacités, « le fait le plus notable des listes du RN dans les Hauts-de-France réside sans doute [...] dans le poids des candidats déjà élus par ailleurs », ce qui est le signe d'« une implantation locale et d’un vivier de cadres exceptionnels par rapport aux autres régions » — en particulier dans le bassin minier du Nord-Pas-de-Calais — : 129 des 170 sélectionnés sont déjà membres des conseils municipaux, départementaux ou sont conseillers régionaux sortants, malgré un faible ratio de conseillers régionaux sortants (42 %) qui « s’explique en partie par la série impressionnante de défections qui a marqué le groupe du RN en cours de mandat ». Médiacités indique également que si Sébastien Chenu « met en avant des candidats transfuges de la droite classique pour accréditer l’idée que la « dédiabolisation » du parti est finie », seulement 8 des 170 membres de ses liste sont issus de LR ou de l’UDI.
Philippe Torre, ex Debout la France, membre du CNIP, sera tête de liste dans l'Aisne.

### Lutte ouvrière (LO)
Éric Pecqueur, ouvrier de l'automobile, candidat en 2015, conduit la liste de Lutte ouvrière une nouvelle fois en 2021.

### Andy Carlier - Tous essentiels (DVG)
Candidature annoncée fin 2020. Il se retire le 17 mai.

### François Dubout (SE)
Chansonnier, François Dubout est candidat aux élections régionales dans les Hauts-de-France avec une liste apolitique, mêlant des gens de gauche et de droite, baptisée « Debout les ch’tis, les Picards et les Flamands ».

## Liste des candidats

### Têtes de liste départementales au premier tour
| Listes | Listes                                                                      | Aisne                  | Nord                         | Oise                         | Pas-de-Calais             | Somme                            |
| ------ | --------------------------------------------------------------------------- | ---------------------- | ---------------------------- | ---------------------------- | ------------------------- | -------------------------------- |
|        | Faire entendre le camp des travailleurs                                     | Anne Zanditénas (LO)   | Édith Weisshaupt (LO)        | Roland Szpirko (LO)          | Régis Scheenaerts (LO)    | Bruno Paleni (LO)                |
|        | Pour le climat, pour l'emploi                                               | Marie-Ange Layer (PCF) | Julien Poix (LFI)            | Alexandre Ouizille (PS)      | Serge Marcellak (PS)      | Catherine Quignon (PS)           |
|        | Face à l’inefficacité de l’État, une seule solution : une France fédérale ! | Alban Delforge (DVC)   | Pierre Lehembre (AE)         | Yveta Tinomano (DVC)         | Audric Alexandre (PACE)   | Philippe Mazuel (PACE)           |
|        | Hauts-de-France unis                                                        | Emmanuel Lievin (MR)   | Laurent Pietraszewski (LREM) | Carole Bureau-Bonnard (LREM) | Éric Dupond-Moretti (DVG) | Jean-Claude Leclabart (LREM)     |
|        | Se battre pour vous !                                                       | Xavier Bertrand (DVD)  | Laurent Rigaud (LR)          | Manoëlle Martin (LR)         | Natacha Bouchart (LR)     | Brigitte Fouré (UDI)             |
|        | Une région fière forte et rassemblée                                        | Michel Degouy (DVD)    | André Demeester (DLF)        | Jean-Marc Gateau (DLF)       | José Évrard (DLF)         | Véronique Delicourt Boidin (DLF) |
|        | Une région qui vous protège                                                 | Philippe Torre (CNIP)  | Sébastien Chenu (RN)         | Audrey Havez (RN)            | Christopher Szczurek (RN) | Philippe Théveniaud (LAF)        |

### Têtes de liste départementales au second tour
| Listes | Listes                        | Aisne                  | Nord                 | Oise                    | Pas-de-Calais             | Somme                     |
| ------ | ----------------------------- | ---------------------- | -------------------- | ----------------------- | ------------------------- | ------------------------- |
|        | Pour le climat, pour l'emploi | Marie-Ange Layer (PCF) | Julien Poix (LFI)    | Alexandre Ouizille (PS) | Serge Marcellak (PS)      | Catherine Quignon (PS)    |
|        | Se battre pour vous !         | Xavier Bertrand (DVD)  | Laurent Rigaud (LR)  | Manoëlle Martin (LR)    | Natacha Bouchart (LR)     | Brigitte Fouré (UDI)      |
|        | Une région qui vous protège   | Philippe Torre (CNIP)  | Sébastien Chenu (RN) | Audrey Havez (RN)       | Christopher Szczurek (RN) | Philippe Théveniaud (LAF) |

## Sondages

### Premier tour
| Sondeur            | Date               | Panel | Aucun | LO       | EÉLV-PS-LFI-PCF | PACE      | LREM          | LR-UDI   | DLF    | RN-CNIP |
| Sondeur            | Date               | Panel | Aucun | Pecqueur | Delli           | Alexandre | Pietraszewski | Bertrand | Évrard | Chenu   |
| ------------------ | ------------------ | ----- | ----- | -------- | --------------- | --------- | ------------- | -------- | ------ | ------- |
| Sondeur            | Date               | Panel | Aucun |          |                 |           |               |          |        |         |
| OpinionWay         | 14 au 15 juin 2021 | 1 004 | 24    | 2        | 20              | <1        | 11            | 33       | 2      | 32      |
| Elabe              | 4 au 7 juin 2021   | 1 107 | 14    | 2        | 17              | <1        | 11            | 35       | 3      | 32      |
| Ifop               | 2 au 7 juin 2021   | 1 070 | —     | 1        | 20              | 1         | 10            | 34       | 2      | 32      |
| OpinionWay         | 2 au 5 juin 2021   | 1 010 | 21    | 2        | 17              | 1         | 12            | 34       | 3      | 31      |
| BVA                | 26 au 31 mai 2021  | 794   | 24    | 3        | 22              | 1         | 13            | 30       | 3      | 28      |
| Ipsos              | 27 au 29 mai 2021  | 1 000 | 11    | 2        | 17              | 1         | 10            | 36       | 2      | 32      |
| OpinionWay         | 26 au 29 mai 2021  | 1 048 | 24    | 1        | 17              | 2         | 11            | 33       | 4      | 32      |
| Harris Interactive | 20 au 24 mai 2021  | 1 218 | —     | 2        | 19              | 1         | 11            | 35       | 2      | 30      |

#### Autres hypothèses
En gras sur fond coloré, la liste arrivée en tête ; en gras, les listes pouvant se qualifier pour le second tour.

### Second tour

#### Listes déposées
| Sondeur    | Date               | Panel | Aucun | EELV-LFI- PCF-PS | LR-UDI   | RN-CNIP |
| Sondeur    | Date               | Panel |       | Delli            | Bertrand | Chenu   |
| ---------- | ------------------ | ----- | ----- | ---------------- | -------- | ------- |
| Sondeur    | Date               | Panel |       |                  |          |         |
| OpinionWay | 22 au 24 juin 2021 | 1 035 | 22    | 21               | 53       | 26      |

#### Autres hypothèses
| Sondeur            | Date                   | Panel | EELV-LFI-PCF-PS | LREM          | LR-UDI   | RN-CNIP |
| Sondeur            | Date                   | Panel | Delli           | Pietraszewski | Bertrand | Chenu   |
| ------------------ | ---------------------- | ----- | --------------- | ------------- | -------- | ------- |
| Sondeur            | Date                   | Panel |                 |               |          |         |
| OpinionWay         | 14 au 15 juin 2021     | 1 004 | 23              | —             | 43       | 34      |
| OpinionWay         | 14 au 15 juin 2021     | 1 004 | 21              | 10            | 35       | 34      |
| Elabe              | 4 au 7 juin 2021       | 1 107 | 19              | —             | 46       | 35      |
| Elabe              | 4 au 7 juin 2021       | 1 107 | 18              | 11            | 37       | 34      |
| Ifop               | 2 au 7 juin 2021       | 1 070 | 22              | —             | 43       | 35      |
| Ifop               | 2 au 7 juin 2021       | 1 070 | 19              | 11            | 35       | 35      |
| OpinionWay         | 2 au 5 juin 2021       | 1 010 | 19              | —             | 47       | 34      |
| OpinionWay         | 2 au 5 juin 2021       | 1 010 | 17              | 12            | 37       | 34      |
| BVA                | 26 au 31 mai 2021      | 794   | 25              | —             | 42       | 33      |
| BVA                | 26 au 31 mai 2021      | 794   | 24              | 11            | 34       | 31      |
| Ipsos              | 27 au 29 mai 2021      | 1 000 | 21              | —             | 43       | 36      |
| Ipsos              | 27 au 29 mai 2021      | 1 000 | 18              | 11            | 38       | 33      |
| OpinionWay         | 26 au 29 mai 2021      | 1 048 | 21              | —             | 44       | 35      |
| OpinionWay         | 26 au 29 mai 2021      | 1 048 | 19              | 11            | 36       | 34      |
| Harris Interactive | 20 au 24 mai 2021      | 1 218 | 24              | —             | 45       | 31      |
| Harris Interactive | 20 au 24 mai 2021      | 1 218 | 21              | 12            | 37       | 30      |
| Harris Interactive | 20 au 24 mai 2021      | 1 218 | —               | 18            | 48       | 34      |
| Harris Interactive | 20 au 24 mai 2021      | 1 218 | —               | —             | 59       | 41      |
| Ifop               | 17 au 20 mai 2021      | 933   | 22              | —             | 44       | 34      |
| Ifop               | 17 au 20 mai 2021      | 933   | 20              | 12            | 36       | 32      |
| Ipsos              | 29 avril au 3 mai 2021 | 1 000 | 23              | —             | 43       | 34      |
| Ipsos              | 29 avril au 3 mai 2021 | 1 000 | 21              | 10            | 36       | 33      |
| BVA                | 22 au 29 avril 2021    | 805   | 20              | —             | 44       | 36      |
| BVA                | 22 au 29 avril 2021    | 805   | 19              | 11            | 36       | 34      |
| Ifop               | 13 au 18 novembre 2020 | 1 001 | 24              | —             | 42       | 34      |
| Ifop               | 13 au 18 novembre 2020 | 1 001 | 21              | 9             | 37       | 33      |

## Résultats

### Global
|                          |                          |                                    |              |              |             |               |        |               |  |  |  |  |  |  |
| Tête de liste            | Tête de liste            | Liste                              | Premier tour | Premier tour | Second tour | Second tour   | Sièges | +/-           |  |  |  |  |  |  |
| Tête de liste            | Tête de liste            | Liste                              | Voix         | %            | Voix        | %             | Sièges | +/-           |  |  |  |  |  |  |
|                          | Xavier Bertrand          | LR-UDI-MoDem diss.-LC-LMR-MR       | 551 068      | 41,42        | 708 518     | 52,37         | 110    | 6             |  |  |  |  |  |  |
|                          | Sébastien Chenu          | RN-LDP-PL-CNIP-LAF                 | 324 260      | 24,37        | 346 918     | 25,64         | 32     | 22            |  |  |  |  |  |  |
|                          | Karima Delli             | EÉLV-LFI-PS-PCF-G.s-GE-PP-PRG-LRDG | 252 404      | 18,97        | 297 395     | 21,98         | 28     | 28            |  |  |  |  |  |  |
|                          | Laurent Pietraszewski    | LREM-MoDem-EC-TdP-Agir-MEI         | 121 466      | 9,13         |             |               | 0      | Nv.           |  |  |  |  |  |  |
|                          | Éric Pecqueur            | LO                                 | 47 325       | 3,56         | 0           | en stagnation |        |               |  |  |  |  |  |  |
|                          | José Évrard              | DLF                                | 27 205       | 2,04         | 0           | en stagnation |        |               |  |  |  |  |  |  |
|                          | Audric Alexandre         | PACE-AE-NC-Volt                    | 6 700        | 0,50         | 0           | Nv.           |        |               |  |  |  |  |  |  |
|                          |                          |                                    |              |              |             |               |        |               |  |  |  |  |  |  |
| Suffrages exprimés       | Suffrages exprimés       | Suffrages exprimés                 | 1 330 428    | 95,85        | 1 352 831   | 96,45         |        |               |  |  |  |  |  |  |
| Votes blancs             | Votes blancs             | Votes blancs                       | 34 895       | 2,51         | 27 904      | 1,99          |        |               |  |  |  |  |  |  |
| Votes nuls               | Votes nuls               | Votes nuls                         | 22 770       | 1,64         | 21 948      | 1,56          |        |               |  |  |  |  |  |  |
| Total                    | Total                    | Total                              | 1 388 093    | 100          | 1 402 683   | 100           | 170    | en stagnation |  |  |  |  |  |  |
| Abstentions              | Abstentions              | Abstentions                        | 2 838 834    | 67,16        | 2 824 849   | 66,82         |        |               |  |  |  |  |  |  |
| Inscrits / Participation | Inscrits / Participation | Inscrits / Participation           | 4 226 927    | 32,84        | 4 227 532   | 33,18         |        |               |  |  |  |  |  |  |

### Aisne
| Tête de liste            | Tête de liste            | Liste                              | Premier tour | Premier tour | Second tour | Second tour   | Sièges | +/- |
| Tête de liste            | Tête de liste            | Liste                              | Voix         | %            | Voix        | %             | Sièges | +/- |
| ------------------------ | ------------------------ | ---------------------------------- | ------------ | ------------ | ----------- | ------------- | ------ | --- |
|                          | Xavier Bertrand          | LR-UDI-MoDem diss.-LC-LMR-MR       | 60 676       | 48,75        | 71 267      | 57,22         | 11     | 2   |
|                          | Philippe Torre           | CNIP-RN-LDP-PL-LAF                 | 32 285       | 25,94        | 33 834      | 27,17         | 3      | 2   |
|                          | Marie-Ange Layer         | PCF-EÉLV-LFI-PS-G.s-GE-PP-PRG-LRDG | 16 676       | 13,40        | 19 441      | 15,61         | 1      | 1   |
|                          | Emmanuel Lievin          | LREM-MoDem-EC-TdP-Agir-MEI         | 8 029        | 6,45         |             |               | 0      | Nv. |
|                          | Anne Zanditénas          | LO                                 | 3 856        | 3,10         | 0           | en stagnation |        |     |
|                          | Michel Degouy            | DLF                                | 2 334        | 1,88         | 0           | en stagnation |        |     |
|                          | Alban Delforge           | PACE-AE-NC-Volt                    | 619          | 0,50         | 0           | Nv.           |        |     |
|                          |                          |                                    |              |              |             |               |        |     |
| Suffrages exprimés       | Suffrages exprimés       | Suffrages exprimés                 | 124 475      | 95,78        | 124 542     | 95,52         |        |     |
| Votes blancs             | Votes blancs             | Votes blancs                       | 2 901        | 2,23         | 2 391       | 1,83          |        |     |
| Votes nuls               | Votes nuls               | Votes nuls                         | 2 578        | 1,98         | 3 446       | 2,64          |        |     |
| Total                    | Total                    | Total                              | 129 954      | 100          | 130 379     | 100           | 15     | 1   |
| Abstentions              | Abstentions              | Abstentions                        | 242 169      | 65,08        | 241 715     | 64,96         |        |     |
| Inscrits / Participation | Inscrits / Participation | Inscrits / Participation           | 372 123      | 34,92        | 372 094     | 35,04         |        |     |

### Nord
| Tête de liste            | Tête de liste            | Liste                              | Premier tour | Premier tour | Second tour | Second tour   | Sièges | +/- |
| Tête de liste            | Tête de liste            | Liste                              | Voix         | %            | Voix        | %             | Sièges | +/- |
| ------------------------ | ------------------------ | ---------------------------------- | ------------ | ------------ | ----------- | ------------- | ------ | --- |
|                          | Laurent Rigaud           | LR-UDI-MoDem diss.-LC-LMR-MR       | 204 548      | 38,93        | 273 715     | 50,64         | 43     | 9   |
|                          | Julien Poix              | LFI-EÉLV-PS-PCF-G.s-GE-PP-PRG-LRDG | 118 394      | 22,53        | 139 047     | 25,74         | 14     | 14  |
|                          | Sébastien Chenu          | RN-LDP-PL-CNIP-LAF                 | 119 248      | 22,69        | 127 633     | 23,63         | 12     | 9   |
|                          | Laurent Pietraszewski    | LREM-MoDem-EC-TdP-Agir-MEI         | 53 347       | 10,15        |             |               | 0      | Nv. |
|                          | Édith Weisshaupt         | LO                                 | 17 618       | 3,35         | 0           | en stagnation |        |     |
|                          | André Demeester          | DLF                                | 9 758        | 1,86         | 0           | en stagnation |        |     |
|                          | Pierre Lehembre          | PACE-AE-NC-Volt                    | 2 573        | 0,49         | 0           | Nv.           |        |     |
|                          |                          |                                    |              |              |             |               |        |     |
| Suffrages exprimés       | Suffrages exprimés       | Suffrages exprimés                 | 525 486      | 96,22        | 540 395     | 96,8          |        |     |
| Votes blancs             | Votes blancs             | Votes blancs                       | 12 734       | 2,33         | 10 783      | 1,93          |        |     |
| Votes nuls               | Votes nuls               | Votes nuls                         | 7 897        | 1,45         | 7 213       | 1,28          |        |     |
| Total                    | Total                    | Total                              | 546 117      | 100          | 558 391     | 100           | 69     | 4   |
| Abstentions              | Abstentions              | Abstentions                        | 1 253 853    | 69,66        | 1 242 020   | 68,99         |        |     |
| Inscrits / Participation | Inscrits / Participation | Inscrits / Participation           | 1 799 970    | 30,34        | 1 800 411   | 30,02         |        |     |

### Oise
| Tête de liste            | Tête de liste            | Liste                              | Premier tour | Premier tour | Second tour | Second tour   | Sièges | +/- |
| Tête de liste            | Tête de liste            | Liste                              | Voix         | %            | Voix        | %             | Sièges | +/- |
| ------------------------ | ------------------------ | ---------------------------------- | ------------ | ------------ | ----------- | ------------- | ------ | --- |
|                          | Manoëlle Martin          | LR-UDI-MoDem diss.-LC-LMR-MR       | 73 145       | 41,94        | 94 677      | 53,23         | 14     | 1   |
|                          | Audrey Havez             | RN-LDP-PL-CNIP-LAF                 | 44 384       | 25,45        | 47 014      | 26,43         | 4      | 3   |
|                          | Alexandre Ouizille       | PS-EÉLV-LFI-PCF-G.s-GE-PP-PRG-LRDG | 31 216       | 17,90        | 36 185      | 20,34         | 3      | 3   |
|                          | Carole Bureau-Bonnard    | LREM-MoDem-EC-TdP-Agir-MEI         | 15 759       | 9,04         |             |               | 0      | Nv. |
|                          | Roland Szpirko           | LO                                 | 5 084        | 2,92         | 0           | en stagnation |        |     |
|                          | Jean-Marc Gateau         | DLF                                | 3 930        | 2,25         | 0           | en stagnation |        |     |
|                          | Yveta Tinomano           | PACE-AE-NC-Volt                    | 885          | 0,51         | 0           | Nv.           |        |     |
|                          |                          |                                    |              |              |             |               |        |     |
| Suffrages exprimés       | Suffrages exprimés       | Suffrages exprimés                 | 174 403      | 96,20        | 177 876     | 96,84         |        |     |
| Votes blancs             | Votes blancs             | Votes blancs                       | 4 459        | 2,46         | 3 577       | 1,95          |        |     |
| Votes nuls               | Votes nuls               | Votes nuls                         | 2 430        | 1,34         | 2 236       | 1,22          |        |     |
| Total                    | Total                    | Total                              | 181 292      | 100          | 183 689     | 100           | 21     | 1   |
| Abstentions              | Abstentions              | Abstentions                        | 378 381      | 67,61        | 376 118     | 67,19         |        |     |
| Inscrits / Participation | Inscrits / Participation | Inscrits / Participation           | 559 673      | 32,39        | 559 807     | 32,81         |        |     |

### Pas-de-Calais
| Tête de liste            | Tête de liste            | Liste                              | Premier tour | Premier tour | Second tour | Second tour   | Sièges | +/- |
| Tête de liste            | Tête de liste            | Liste                              | Voix         | %            | Voix        | %             | Sièges | +/- |
| ------------------------ | ------------------------ | ---------------------------------- | ------------ | ------------ | ----------- | ------------- | ------ | --- |
|                          | Natacha Bouchart         | LR-UDI-MoDem diss.-LC-LMR-MR       | 150 433      | 41,24        | 190 705     | 51,81         | 30     | 1   |
|                          | Christopher Szczurek     | RN-LDP-PL-CNIP-LAF                 | 96 326       | 26,40        | 104 608     | 28,42         | 10     | 6   |
|                          | Serge Marcellak          | PS-EÉLV-LFI-PCF-G.s-GE-PP-PRG-LRDG | 61 061       | 16,74        | 72 795      | 19,78         | 7      | 7   |
|                          | Éric Dupond-Moretti      | DVC-LREM-MoDem-EC-TdP-Agir-MEI     | 31 639       | 8,67         |             |               | 0      | Nv. |
|                          | Régis Scheenaerts        | LO                                 | 15 417       | 4,15         | 0           | en stagnation |        |     |
|                          | José Évrard              | DLF                                | 8 378        | 2,30         | 0           | en stagnation |        |     |
|                          | Audric Alexandre         | PACE-AE-NC-Volt                    | 1 829        | 0,50         | 0           | Nv.           |        |     |
|                          |                          |                                    |              |              |             |               |        |     |
| Suffrages exprimés       | Suffrages exprimés       | Suffrages exprimés                 | 364 813      | 95,69        | 368 108     | 96,48         |        |     |
| Votes blancs             | Votes blancs             | Votes blancs                       | 10 064       | 2,64         | 7 467       | 1,96          |        |     |
| Votes nuls               | Votes nuls               | Votes nuls                         | 6 370        | 1,67         | 5 977       | 1,57          |        |     |
| Total                    | Total                    | Total                              | 381 247      | 100          | 381 552     | 100           | 47     | 2   |
| Abstentions              | Abstentions              | Abstentions                        | 707 472      | 64,98        | 707 197     | 64,96         |        |     |
| Inscrits / Participation | Inscrits / Participation | Inscrits / Participation           | 1 088 719    | 35,02        | 1 088 749   | 35,04         |        |     |

### Somme
| Tête de liste            | Tête de liste              | Liste                              | Premier tour | Premier tour | Second tour | Second tour   | Sièges | +/- |
| Tête de liste            | Tête de liste              | Liste                              | Voix         | %            | Voix        | %             | Sièges | +/- |
| ------------------------ | -------------------------- | ---------------------------------- | ------------ | ------------ | ----------- | ------------- | ------ | --- |
|                          | Brigitte Fouré             | UDI-LR-MoDem diss.-LC-LMR-MR       | 62 266       | 44,08        | 78 154      | 55,07         | 12     | 1   |
|                          | Philippe Théveniaud        | LAF-RN-LDP-PL-CNIP                 | 32 017       | 22,67        | 33 829      | 23,84         | 3      | 2   |
|                          | Catherine Quignon          | PS-EÉLV-LFI-PCF-G.s-GE-PP-PRG-LRDG | 25 057       | 17,74        | 29 927      | 21,09         | 3      | 3   |
|                          | Jean-Claude Leclabart      | LREM-MoDem-EC-TdP-Agir-MEI         | 12 692       | 8,99         |             |               | 0      | Nv. |
|                          | Bruno Paleni               | LO                                 | 5 620        | 3,98         | 0           | en stagnation |        |     |
|                          | Véronique Delicourt-Boidin | DLF                                | 2 805        | 1,99         | 0           | en stagnation |        |     |
|                          | Philippe Mazuel            | PACE-AE-NC-Volt                    | 794          | 0,56         | 0           | Nv.           |        |     |
|                          |                            |                                    |              |              |             |               |        |     |
| Suffrages exprimés       | Suffrages exprimés         | Suffrages exprimés                 | 141 251      | 94,49        | 141 910     | 95,45         |        |     |
| Votes blancs             | Votes blancs               | Votes blancs                       | 4 737        | 3,17         | 3 686       | 2,48          |        |     |
| Votes nuls               | Votes nuls                 | Votes nuls                         | 3 495        | 2,34         | 3 076       | 2,07          |        |     |
| Total                    | Total                      | Total                              | 149 483      | 100          | 148 672     | 100           | 18     | 2   |
| Abstentions              | Abstentions                | Abstentions                        | 256 959      | 63,22        | 257 799     | 63,42         |        |     |
| Inscrits / Participation | Inscrits / Participation   | Inscrits / Participation           | 406 442      | 36,78        | 406 471     | 36,58         |        |     |

## Conseil régional élu

### Groupes politiques
| Président du conseil régional : Xavier Bertrand (DVD) |       |       |      |                                                   |                           |
| Parti                                                 | Sigle | Sigle | Élus | Groupe                                            | Président                 |
| Majorité (110 sièges)                                 |       |       |      |                                                   |                           |
| Les Républicains                                      |       | LR    | 35   | Majorité régionale - Républicains et indépendants | Christophe Coulon (LR)    |
| Divers droite                                         |       | DVD   | 35   | Majorité régionale - Républicains et indépendants | Christophe Coulon (LR)    |
| Union des démocrates et indépendants                  |       | UDI   | 28   | UDI                                               | Daniel Leca (UDI)         |
| Divers centre                                         |       | DVC   | 2    | UDI                                               | Daniel Leca (UDI)         |
| Mouvement démocrate                                   |       | MoDem | 9    | MoDem, radicaux et apparentés                     | Anthony Jouvenel (MoDem)  |
| Mouvement radical                                     |       | MR    | 1    | MoDem, radicaux et apparentés                     | Anthony Jouvenel (MoDem)  |
| Opposition (60 sièges)                                |       |       |      |                                                   |                           |
| Rassemblement national                                |       | RN    | 29   | RN, indépendants et apparentés                    | Sébastien Chenu (RN)      |
| L'Avenir français                                     |       | LAF   | 2    | RN, indépendants et apparentés                    | Sébastien Chenu (RN)      |
| Centre national des indépendants et paysans           |       | CNIP  | 1    | RN, indépendants et apparentés                    | Sébastien Chenu (RN)      |
| Europe Écologie Les Verts                             |       | EÉLV  | 8    | Pour le climat et Pour l'emploi                   | Karima Delli (EÉLV)       |
| La France insoumise                                   |       | LFI   | 6    | Pour le climat et Pour l'emploi                   | Karima Delli (EÉLV)       |
| Génération.s                                          |       | G·s   | 1    | Pour le climat et Pour l'emploi                   | Karima Delli (EÉLV)       |
| Parti socialiste                                      |       | PS    | 9    | Gauche républicaine et écologiste                 | Benjamin Saint-Huile (PS) |
| Parti communiste français                             |       | PCF   | 3    | Gauche républicaine et écologiste                 | Benjamin Saint-Huile (PS) |
| Divers gauche                                         |       | DVG   | 1    | Gauche républicaine et écologiste                 | Benjamin Saint-Huile (PS) |

### Élection du président
| Candidats        | Partis   | Partis   | Premier tour | Premier tour |
| Candidats        | Partis   | Partis   | Voix         | %            |
| ---------------- | -------- | -------- | ------------ | ------------ |
| Xavier Bertrand* |          | DVD      | 110          | 64,71        |
| Sébastien Chenu  |          | RN       | 32           | 18,82        |
| Karima Delli     |          | EÉLV     | 28           | 16,47        |
|                  |          |          |              |              |
| Exprimés         | Exprimés | Exprimés | 170          | 100,00       |
| Inscrits         | Inscrits | Inscrits | 170          | 100,00       |

### Exécutif
| Poste | Conseiller régional | Conseiller régional  | Parti | Délégation(s) | Département d'élection |
| ----- | ------------------- | -------------------- | ----- | --- | ---------------------- |
| 1er   |                     | Brigitte Fouré       | UDI   | Administration générale, Affaires juridiques, Simplification administrative, Personnel et Dialogue avec les syndicats | Somme                  |
| 2e    |                     | Christophe Coulon    | LR    | Ruralité et Sécurité                                                                                                  | Aisne                  |
| 3e    |                     | Natacha Bouchart     | LR    | Solidarités | Pas-de-Calais          |
| 4e    |                     | Daniel Leca          | UDI   | Universités, Recherche, Innovation et Europe                                                                          | Oise                   |
| 5e    |                     | Manoëlle Martin      | LR    | Éducation, Lycées et Orientation                                                                                      | Oise                   |
| 6e    |                     | Laurent Rigaud       | DVD   | Emploi, Formation, Contrat de plan régional de développement des formations et de l'orientation professionnelle       | Nord                   |
| 7e    |                     | Marie-Sophie Lesne   | LR    | Agriculture, Agroalimentaire et Pêche                                                                                 | Nord                   |
| 8e    |                     | Franck Dhersin       | DVD   | Mobilités, Infrastructures de transport et Ports                                                                      | Nord                   |
| 9e    |                     | Amel Gacquerre       | UDI   | Politique de la ville et Logement                                                                                     | Pas-de-Calais          |
| 10e   |                     | François Decoster    | MoDem | Culture, Patrimoine, Langues régionales et Relations internationales                                                  | Pas-de-Calais          |
| 11e   |                     | Anne Pinon           | LR    | Santé et Formations sanitaires et sociales                                                                            | Somme                  |
| 12e   |                     | Arnaud Decagny       | UDI   | Apprentissage, Artisanat et Numérique                                                                                 | Nord                   |
| 13e   |                     | Véronique Teintenier | DVD   | Biodiversité | Nord                   |
| 14e   |                     | Guislain Cambier     | UDI   | Stratégie territoriale et Politiques contractuelles                                                                   | Nord                   |
| 15e   |                     | Florence Bariseau    | LR    | Sports, Jeunesse et Vie associative                                                                                   | Nord                   |

## Analyses
En dépit des candidatures de cinq ministres, dont celle du garde des Sceaux, Éric Dupond-Moretti, tête de liste dans le Pas-de-Calais, les listes LREM sont éliminées dès le premier tour avec 9,13 %, une défaite qualifiée de « cinglante » par Le Monde. Laurent Pietraszewski annonce qu’il votera Xavier Bertrand au second tour pour faire barrage au Rassemblement national,.

## Suites
Afin d'éviter une trop grande proximité avec les deux tours de l'élection présidentielle et des législatives d'avril et juin 2027, le mandat des conseillers élus en 2021 est exceptionnellement prolongé à six ans et neuf mois. Les prochaines élections ont par conséquent lieu en 2028 au lieu de 2027.